# 庫德拉伊
49°2′25″N 28°44′2″E / 49.04028°N 28.73389°E
庫德拉伊（烏克蘭語：Кудлаї），是烏克蘭西南部的村莊，隸屬文尼察州的文尼察區。該村始建於1820年，面積2.22平方公里，海拔高度289米，2001年人口406，人口密度每平方公里182.97人。